# Centro de Preservação Cultural da Universidade de São Paulo
O Centro de Preservação Cultural (CPC) da Universidade de São Paulo é um centro para a elaboração de reflexões e ações relacionadas à coleta, conservação, pesquisa, experimentação e comunicação de testemunhos do patrimônio cultural da Pró-Reitoria de Cultura e Extensão Universitária da USP.
Sua sede está localizada na Bela Vista (distrito de São Paulo), zona central de São Paulo (cidade), numa residência em estilo Eclético, do século XIX, tombada pelo Patrimônio Histórico, a Casa de Dona Yayá (Sebastiana Melo Freire).
Criado em outubro de 2002, o CPC sucedeu a Comissão de Patrimônio Cultural, dando continuidade às suas atividades, iniciadas em 1986.
As ações do CPC são concretizadas a partir dos seguintes programas:
1. Reflexões sobre patrimônio cultural;
2. Conservação e restauração de bens arquitetônicos e integrados;
3. Banco de dados sobre patrimônio cultural e
4. Memória e uso qualificado do patrimônio cultural.
Sob a cordenação e supervisão do CPC foram desenvolvidos projetos de intervenção de restauro nos seguintes edificios: Casa de Dona Yayá, Museu de Zoologia da Universidade de São Paulo, Vila Penteado e Capela do Hospital das Clínicas de São Paulo.
No espaço do CPC são apresentados concertos, peças de teatro, exposições, oficinas para crianças, e outras atividades, com interesse turístico-cultural na cidade de São Paulo.
O CPC tem um projeto editorial relacionado a problemática do patrimônio cultural:
museus, conservação e restauração. Foram publicados vários títulos, enquadrados nas seguintes séries: Cadernos CPC, Estudos CPC, Bibliografia: coleções e acervos, Museus e Museologia,
Conservação e Restauração, e Infanto Juvenis.
Publica a Revista CPC (semestral) e o Boletim informativo CPC (mensal).